# Wakat (kwartalnik)
Wakat – kwartalnik zorientowany literacko, wydawany od 2006 roku przez Staromiejski Dom Kultury w Warszawie, poświęcony głównie twórczości młodych roczników, prezentujący również zjawiska z innych dziedzin: muzyki, filmu, teatru, sztuk plastycznych i wizualnych.
Redakcję tworzą Maria Cyranowicz, Beata Gula, Michał Kasprzak i Paweł Kozioł.
Przyświeca im idea interdyscyplinarności i korespondencji sztuk, która nie pozwala na izolacyjne traktowanie poszczególnych języków kulturowych. Ważną rolę pełni w piśmie szata graficzna autorstwa Marka Sobczyka, nawiązująca do tradycji awangardowych i literackich. Zasadą pisma jest jego wewnętrzne (i zewnętrzne) udialogizowanie (właściwie - stosowana metoda polilogu), przejawiające się na wielu poziomach: począwszy od wewnętrznych polemik, poprzez układ i następstwo tekstów, będące autorskim projektem redakcji, a skończywszy na przewijających się przez numer i pojawiających na prawach intertekstów cytatach o różnej proweniencji (na ogół z filozofów języka), które z publikowanymi tekstami dyskutują, dekonstruują je lub otwierają nowe bramki znaczeniowe. Na te rejestry zostaje jeszcze nałożony głos artysty-grafika Marka Sobczyka. Zamierzeniem redakcji jest pobudzenie dyskusji o nowych zjawiskach literackich i artystycznych, wypełnienie niszy (do czego nawiązuje tytuł pisma) powstałej wskutek zarzucenia dyskursu krytycznego młodych roczników.
W Wakacie publikowane są teksty krytyczne, polemiki, wywiady, reportaże literackie, fotoreportaże, sprawozdania z wydarzeń kulturalnych, recenzje nowych książek. Na okładce pisma każdorazowo pojawia się wiersz gościa numeru (specjalnie na tę okazję wiersze napisali m.in. Marcin Cecko i Darek Foks), z którym redakcja przeprowadza obszerny wywiad. Wiele miejsca poświęca Wakat prezentacji młodej poezji i prozy, poszukując głównie nowych, debiutujących autorów i kierując się w swoich wyborach kryteriami nowatorstwa i niekonwencjonalności dykcji. Takim poszukiwaniom służą też organizowane przez pismo konkursy: prozatorski oraz Konkurs Poetycki im. T.J. Pajbosia (mistyfikacyjnego patrona pisma). Redakcja jednocześnie wraz ze Staromiejskim Domem Kultury współorganizuje w Warszawie coroczny festiwal Manifestacje Poetyckie (dotychczas odbyły się trzy edycje tego festiwalu).